# Posidonia
Posidonia là một chi thực vật có hoa trong họ Posidoniaceae. Chúng bao gồm 9 phân loài thực vật biển (cỏ biển) được tìm thấy ở các vùng biển của Địa Trung Hải và xung quanh bờ biển phía nam của Úc.

## Phân loài
Đây là danh sách các loài danh nghĩa của chi này:
- Posidonia angustifolia Cambridge và Kuo[4]
- Posidonia australis Hook.f., bờ biển Nam Australia.
- Posidonia coriacea Cambridge và Kuo
- Posidonia denhartogii Kuo và Cambridge[5]
- Posidonia kirkmanii Kuo và Cambridge
- Posidonia oceanica (L.) Delile - Là loài đặc hữu của biển Địa Trung Hải, nơi hình thành khu vực đồng cỏ dưới biển.
- Posidonia ostenfeldii den Hartog[6]
- Posidonia robertsoniae Kuo và Cambridge
- Posidonia sinuosa Kuo và Cambridge

Các loài được mô tả bởi Linnaeus, nhà thực vật học người Thụy Điển. Posidonia oceanica được tìm thấy ở Địa Trung Hải, phần còn lại có mặt ở khu vực xung quanh bờ biển phía nam của Úc. Một số loài cỏ biển là loài đặc hữu của Tây Úc.
Năm 2006, người ta đã phát hiện ra loài Posidonia oceanica có mặt ở phía nam của đảo Ibiza, Tây Ban Nha. Khu vực có biển có chiều dài lên tới 8 km trên và tuổi thọ lên đến 100.000 năm tuổi, khiến nó có thể là một trong những khu vực đồng cỏ biển lớn nhất và lâu đời nhất trên Trái đất.